# La Chapelle-Monthodon

La Chapelle-Monthodon este o comună în departamentul Aisne din nordul Franței. În 1 ianuarie 2018 avea o populație de 202 de locuitori.